# Sant Martí de Riudarenes
Sant Martí de Riudarenes és l'església parroquial de Riudarenes a la comarca de la Selva, consagrada a sant Martí de Tours, bisbe francès del segle iv, del qual se celebra la festivitat l'onze de novembre. És una obra amb elements barrocs i neoclàssics inclosa a l'Inventari del Patrimoni Arquitectònic de Catalunya.

## Descripció
L'edifici és de planta de creu llatina de 28 metres de llargada per 12,6 d'amplada en els braços de la creu. El parament és de maçoneria i només els angles tenen carreus granítics ben escairats. Es va construir al segle xvii. Té un aspecte d'obra inacabada. La façana presenta un gran finestral circular i s'hi observa una galeria d'arcs de rajol avui cegats. El portal és quadrangular, de pedra granítica d'estil barroc, amb una fornícula amb timpà rodó que conté una senzilla imatge de pedra de sant Martí, i un calze a cada banda amb la data de construcció, el 1730. La imatge representa sant Martí bisbe, però en la falda té la representació del sant a cavall tallant la capa i donant la meitat a un pidolaire.
El campanar és adossat a la façana de migdia, conserva l'estructura antiga, i està format amb carreus granítics. Un cordó separa la part inferior de la superior, construïda a mitjan segle xviii. Té dos finestrals per banda, merlets de rajols i coberta piramidal.

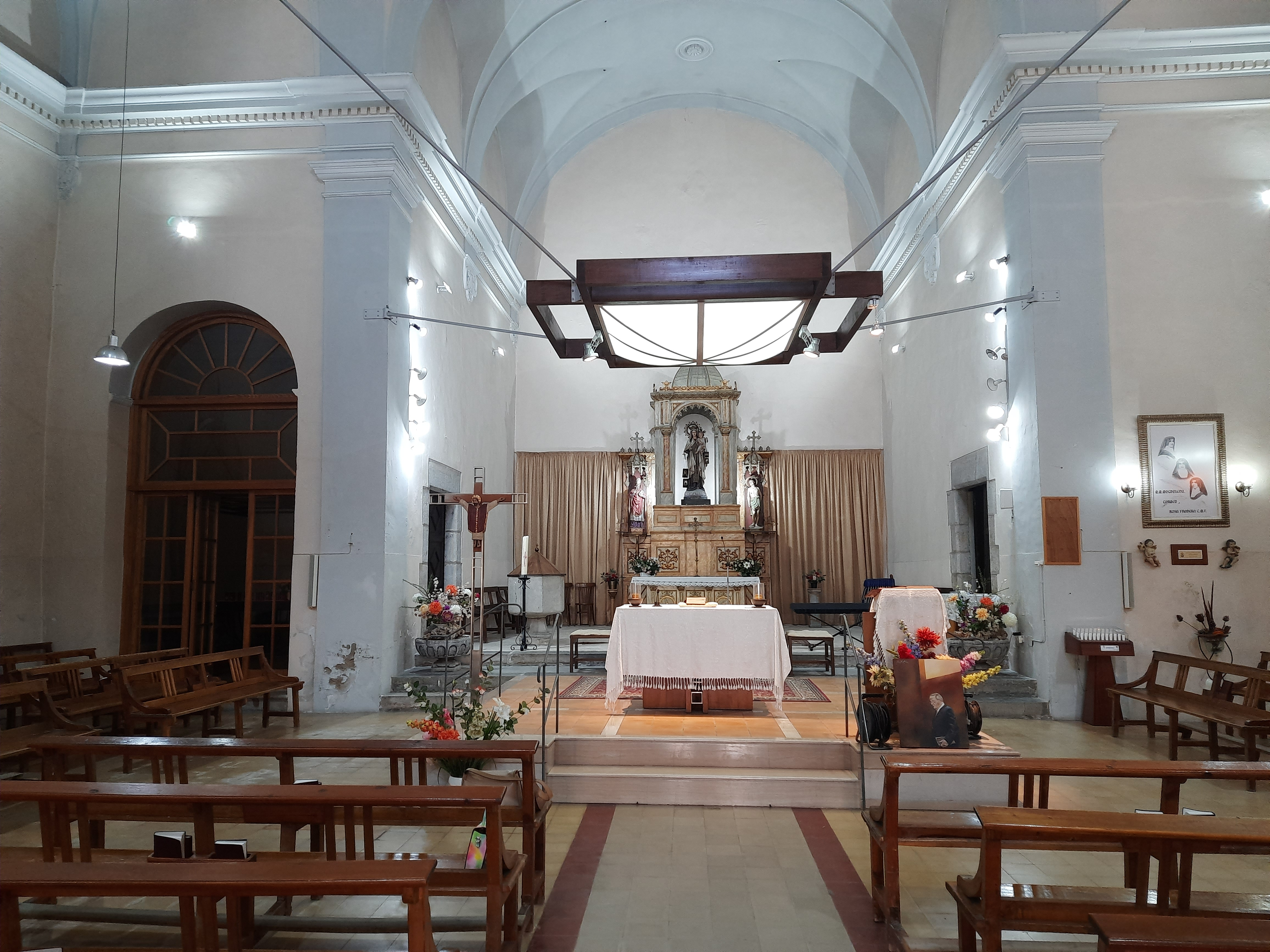

A l'interior té una nau única de 8,2 metres d'amplada i el cor a l'entrada. A la dreta de la nau hi ha una petita capella amb el sant Crist i a l'esquerra una altra amb un retaule amb les imatges del Sagrat Cor, sant Josep amb el Nen Jesús i de sant Antoni. El braç esquerre del creuer té un senzill retaule de la Verge amb dos angelets i el de la dreta un amb la mare de déu de Fàtima. El creuer està cobert amb cúpula decorada amb motllures que formen una estrella. L'absis té el retaule major amb la verge del Carme al centre, a l'esquerra el patró de la parròquia sant Martí, i a la dreta sant Sebastià. Tots els retaules són moderns, de la segona meitat del segle xx. El paviment del temple és de mosaic.

## Història

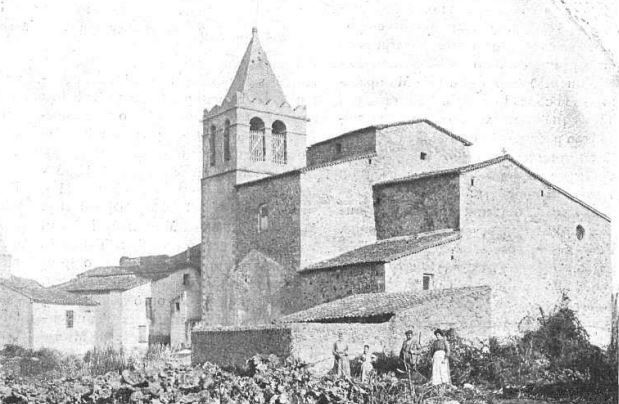
Any 1909

El temple és d'origen romànic i és documentat el 1190 però l'edifici actual és dels segles xvi i xvii i el campanar del xviii. El 3 de maig de 1640 els soldats del terç de Moles van cremar i arrasar l'església en el decurs de la revolta que va iniciar la guerra dels Segadors. Al llarg de la segona meitat del segle xvii es va bastir el nou edifici. L'any 1700 l'església constava de l'altar major i els altars de la Mare de Déu del Roser, el de sant Isidre, el de sant Miquel, el de sant Ponç i el del sant Crist. El 1737 el mestre de cases Joan Seba, seguint el projecte d'Agustí Soriano, mestre d'obres de Girona, va substituir el campanar malmès. L'any 1739 es beneí una nova campana i cap al 1755 s'hi va posar el rellotge, que va ser electrificat el 1986.